# Compact Jazz: Anita O’Day
Compact Jazz: Anita O’Day — сборник американской певицы Аниты О’Дэй, выпущенный в 1993 году на лейбле Verve Records в рамках серии «Compact Jazz». В альбоме представлены песни О’Дэй 1950-х и начала 1960-х годов для Verve из таких признанных альбомов, как Sings the Winners, Pick Yourself Up и Sings the Most.
Подборкой треков занимался музыкальный критик Уилл Фридуолд.

## Отзывы критиков
| Оценки критиков                            | Оценки критиков |
| Источник                                   | Оценка          |
| ------------------------------------------ | --------------- |
| AllMusic                                   | [ 2 ]           |
| MusicHound Jazz: The Essential Album Guide | [ 3 ]           |
| The Penguin Guide to Jazz                  | [ 4 ]           |
| The Rolling Stone Jazz & Blues Album Guide | [ 5 ]           |

Стив Кук из AllMusic так отозвался о сборнике: «Представленные здесь 16 фрагментов показывают, что О’Дэй прекрасно справляется с классикой кул-джаза Джимми Джуффре „Four Brothers“, неизменно надёжной „Sweet Georgia Brown“ и редкой и похотливой „An Occondual Man“. Повсюду слышно, как О’Дэй вступает в свои права благодаря фирменному сочетанию ритмической утончённости и энергии бопа. Этот сэмплер присоединяется к коллекциям О’Дэй Jazz Masters и Ultimate в качестве достойного первого диска для новичков».

## Список композиций
1. «Honeysuckle Rose» — 3:13
2. «When Sonny Gets Blue» — 3:02
3. «Lullaby of the Leaves» — 3:08
4. «Let Me Off Uptown» — 3:21
5. «I’ve Got the World on a String» — 3:58
6. «Avalon» — 2:11
7. «God Bless the Child» — 2:07
8. «Four Brothers» — 2:24
9. «Memories of You» — 2:53
10. «Gypsy in My Soul» — 2:32
11. «An Occasional Man» — 2:29
12. «Little Girl Blue» — 2:59
13. «Sweet Georgia Brown» — 4:13
14. «Gone with the Wind» — 2:26
15. «The Ballad of the Sad Young Men» — 4:24
16. «Tea for Two» — 3:58

## Участники релиза
- Художественный руководитель — Хольгер Маттис
- Редактор буклета — Питер Пуллман
- Составитель — Уилл Фридуолд
- Цифровой мастеринг — Гэри Мэйо
- Фото — Архив Майкла Окса
- Продюсер сборника — Джон Шапиро
- Продюсер оригинальных записей — Бадди Брегман, Крид Тейлор, Норман Гранц, Расс Гарсия
- Супервайзер — Майкл Лэнг

Все данные взяты из примечаний к альбому.